# Chamisal
Chamisal és una concentració de població designada pel cens dels Estats Units a l'estat de Nou Mèxic. Segons el cens del 2000 tenia 301 habitants.

## Demografia
Segons el cens del 2000, Chamisal tenia 301 habitants, 121 habitatges, i 79 famílies. La densitat de població era de 70,4 habitants per km².
Dels 121 habitatges en un 26,4% hi vivien nens de menys de 18 anys, en un 49,6% hi vivien parelles casades, en un 11,6% dones solteres, i en un 33,9% no eren unitats familiars. En el 31,4% dels habitatges hi vivien persones soles el 12,4% de les quals corresponia a persones de 65 anys o més que vivien soles. El nombre mitjà de persones vivint en cada habitatge era de 2,49 i el nombre mitjà de persones que vivien en cada família era de 3,18.
Per edats la població es repartia de la següent manera: un 24,6% tenia menys de 18 anys, un 4,7% entre 18 i 24, un 25,9% entre 25 i 44, un 28,6% de 45 a 60 i un 16,3% 65 anys o més.
L'edat mediana era de 40 anys. Per cada 100 dones de 18 o més anys hi havia 94 homes.
La renda mediana per habitatge era de 18.250 $ i la renda mediana per família de 29.286 $. Els homes tenien una renda mediana de 25.357 $ mentre que les dones 15.938 $. La renda per capita de la població era de 8.641 $. Aproximadament el 18,6% de les famílies i el 30,2% de la població estaven per davall del llindar de pobresa.

## Poblacions més properes
El següent diagrama mostra les poblacions més properes.